# 風工程
風工程（Wind Engineering）指與地表風場相關的工程問題，譬如高樓結構物及長跨距橋梁的風力荷載（Wind load）、建築物通風（Building Ventilation）、空氣污染（Air pollution）、風力發電（Wind energy）、環境風場（Pedestrian level wind）、風吹砂（Aeolian sediment transport）、防風設施（Wind break）等。研究風工程的問題可採用現地監測（field observation）、風洞試驗（wind tunnel experiment）、或數值模擬（numerical simulation）。

## 外部連結
- 淡江大學風工程研究中心 （页面存档备份，存于）
- 風洞實驗室